# Centrale nucleare di Kudankulam
La centrale nucleare di Kudankulam è una centrale nucleare indiana situata presso la città di Kudankulam, nello stato di Tamil Nadu. La centrale è prevista essere costituita in totale da 12 reattori VVER1000, che ne farebbero il più potente impianto nucleare del paese e del mondo.